# Ilie Verdeţ
Ilie Verdeţ (10. maj 1925 – 20. marts 2001) var Rumæniens premierminister i 1979-82.
Verdeţ blev medlem af det Kommunistiske parti i 1945. I 1947 gifter han sig med en søster af Nicolae Ceauşescu, Reghina.